# Козацьке (Конотопський район)
Коза́цьке (вимоваⓘ)  — село в Україні, у Бочечківській сільській територіальній громаді Конотопського району Сумської області. Розташоване за 23 км від райцентру.

## Назва
Серед старожилів і жителів села ходить багато легенд про походження його назви. Згідно з однією, село заснували двоє поселенців — відставний отаман Свєчкін і козак Дубровін. Раніше село так і називалося Свєчкіна Діброва. За іншою версією, назва села виникла від того, що раніше в цих краях ріс дубовий ліс (діброва), і коли тут оселились козаки, то місцевість стали називати Козацькою Дібровою.

## Географія
Село Козацьке розташоване неподалік від витоків річки Канава Нова Косова. До села примикає великий лісовий масив урочище Мутинський Бір. На відстані до 1 км розташовані села Бочечки та Щекинське. Поруч проходить автомобільна дорога Т 1914.

## Історія
Село відоме з 1667 року, проте наявність городища на території Козацького свідчить, що перщі поселення на території села ще до монголо-татарського нашестя.
17 червня 1672 року на території сучасного села Козацьке, у Козацькій діброві на Козацькій раді, було обрано гетьманом лівобережної України Івана Самойловича (1672–1677), який прийняв і підписав з Московською державою «Конотопські статті».
Село для поселенців було дуже привабливим. Через нього йшли торгові шляхи Ніжин-Конотоп-Кролевець, Кролевець-Ромни, поруч пролягав кордон України з Росією. Тут була багата цілинна земля, озера, болота, за 9 км протікала повноводна річка Сейм, водилася риба, дичина. Завдяки цьому поселення швидко розширювалося.
У кінці XVII століття Петро І передав гетьману Мазепі землі, що були навколо Путивля. Після переходу І. Мазепи на бік Карла XII, вони перейшли у володіння Меншикова. Поступове закріпачення селян, яке почалося у російській державі, сягнуло і її окраїн. Жителі села працювали на поміщика спочатку 1-2 дні, а потім 2-5 днів на тиждень.
З 1783 року, після повного закріпачення лівобережних поселенців, посилилась експлуатація селян, які відповіли на це бунтом. Селяни спалили маєток, убили поміщика І. С. Барятинського й з усім своїм скарбом виїхали на вільні землі Катеринославщини. В Козацькому залишилися лише старі, хворі та каліки. Намісник пана привіз кріпаків з інших маєтків. Крім кріпаків, у селі проживали солдати, які після ліквідації путивльського рубежу отримали тут земельний наділ.
У першій половині XIX століття поблизу Козацького побудовано Бочечківський і Вовчиківський цукрові заводи, на яких працювали мешканці села.
До реформи 1861 року землі і кріпаки села Козацького належали графу Львову, князям Курдюмову та Барятинському, які мали 4,5 тис. десятин землі. Були тут маєтки і дрібних поміщиків. Після 1861 року поміщицькі маєтки поступово перетворювалися на економії.
За даними на 1862 рік у власницькому селі Козацьке (Свєчкіна Дуброва, Бочки) Путивльського повіту Курської губернії мешкало 2309 осіб (1148 чоловіків та 1161 жінка), налічувалось 292 дворових господарства, існувала православна церква, 3 цукрових заводи.
Станом на 1880 рік у колишньому власницькому селі Козацьке (Свєчкіне), центрі Казачанської волості, мешкало 4175 осіб, налічувалось 632 дворових господарства, існували православна церква, школа, лавка та 42 вітряних млини.
За переписом 1897 року кількість мешканців зросла до 6432 осіб (3125 чоловічої статі та 3307 — жіночої), з яких 6385 — православної віри.
Після революції в колишніх поміщицьких садибах організовувалися перші комуни «Козачанська», «Красненська» і перша в повіті комсомольська комуна «Перемога». У 1930 році в селі організовано два колгоспи: ім. К. Ворошилова та «Перемога». На той час у Козацькому вже було радіо, видавалася сільська газета, серед селян проводилася велика культурно-масова робота. Уродженцем села був білоруський радянський та партійний діяч Воронцов Олексій Іванович.
1991 року було збудовано нове приміщення школи на 300 місць. Тоді ж мешканці села проголосували за відновлення державної самостійності України.
Колишній орган місцевого самоврядування — Козацька сільська рада.

### Епідемія коронавірусу
Станом на 3 квітня 2020 року село було одним із епіцентрів епідемії коронавірусу у Сумській області. 13 осіб було інфіковано COVID-19.
За словами в.о. директора Сумського лабораторного центру Володимир Збаражський станом на 3 квітня із 37 інфікованих в області третина немає жодних симптомів хвороби.

## Населення
Населення станом на 2001 рік становило 1959 осіб.
У 2021 році — ▼1213 особа.

### Мовний склад
Рідна мова населення за даними перепису 2001 року:
| Мова       | Кількість | Відсоток |
| ---------- | --------- | -------- |
| українська | 1921      | 98.06 %  |
| російська  | 33        | 1.69 %   |
| румунська  | 3         | 0.15 %   |
| вірменська | 2         | 0.10 %   |
| Усього     | 1959      | 100 %    |

## Сьогодення
На сучасному етапі має розвинуту інфраструктуру завдяки ТОВ А/Ф «Козацька», — голова асоціації Віктор Григорович Гала.
В селі є красива і велика школа, амбулаторія загальної практики сімейної медицини, будинок культури, бібліотека, парки, сад, магазини, сучасні господарства.
У день села, 28 липня 2019 року, у Козацькому Бочечківської ОТГ запрацював новий фонтан. Він став частиною відкритого центру дозвілля молоді з футбольним полем зі штучним покриттям, дитячим майданчиком та зоною відпочинку, повідомили у пресслужбі Конотопської РДА

## Цікаві факти
Каскадер Дмитро Русанов створив на Сумщині першу, а нині найбільшу оленячу ферму.

## Постаті
- Годунов Микола Вікторович (1998—2022) — український військовик, учасник російсько-української війни[9].
- Євтушенко Марія Андріївна (1916—1972) — Герой Соціалістичної Праці[10].
- Середа Олександр Вікторович (1996—2024) — старший лейтенант збройних сил України, учасник російсько-української війни.
- Стешенко Євгеній Васильович (1989—2023) — старший солдат збройних сил України, учасник російсько-української війни[11].
- Фанта Артем Валерійович (1989—2022) — солдат Збройних сил України, учасник російсько-української війни.

## Цікаві факти
- Місцеві мешканці розповідають про містичні події на території колишніх панських конюшень[12]